# پاول د کایسر
پاول د کایسر (انگلیسی: Paul De Keyser؛ زادهٔ ۷ فوریهٔ ۱۹۵۷) دوچرخه‌سوار اهل بلژیک است.